# ATT筷食尚
ATT筷食尚是一間位於台灣桃園市桃園區的美食商場，為單店據點模式，座落於桃園站前商圈，緊鄰台鐵桃園車站，原為桃園客運大樓，後由吸引力集團（ATT GROUP）接手經營，改裝為以餐飲業種為主的美食商場，於2016年12月23日部份試營運，2017年5月13日全館正式開幕。

## 簡介
商場樓層為地上五層至地上一層，營業面積約1,800坪，內裝以簡約現代工業風格為主。因應轉運商圈客群特性，地上一層規劃為TO GO外帶店、生活雜貨及配件品牌，地上二層至地上五層則為主題餐廳及遊樂業種。

## 周邊
- 桃園站前商圈
  - 統領廣場
  - 新光三越百貨桃園站前店
  - 遠百桃園
- 台鐵桃園車站

## 外部連結
- ATT筷食尚 （页面存档备份，存于）
- ATT筷食尚的Facebook專頁